# العصبة الشيوعية
العصبة الشيوعية أو الرابطة الشيوعية (بالألمانية: der Bund Kommunisten) كان حزبا سياسيا دوليا أنشئ في يونيو عام 1847 في لندن، انكلترا. تشكلت المنظمة من خلال اندماج عصبة العادلين برئاسة كارل شابر ولجنة المراسلات الشيوعية من بروكسل، بلجيكا، التي كان كارل ماركس وفريدريك إنجلز أبرز أعضائها. تعتبر العصبة الشيوعية أول حزب سياسي ماركسي وباسم هذه المجموعة كتب ماركس وانجلز البيان الشيوعي في أواخر عام 1847. انحلت العصبة الشيوعية رسميا عام 1852، بعد محاكمة الشيوعيين في كولونيا.

## تاريخ المنظمة

### الخلفية
خلال 1840ات، أصبحت كلمة «الشيوعية» تستخدم بشكل عام لوصف أولئك الذين أشادوا بالجناح الأيسر من نادي اليعاقبة في الثورة الفرنسية معتبرينهم أسلافهم الأيديولوجيين. وقد رأى هذا الاتجاه السياسي نفسه وارثا مساواتيا لمؤامرة المتساويين من عام 1795 التي قادها غراكوس بابيوف. وقد اعتبرت شريحة «دون سروال» في باريس التي كانت منذ عقود أساس الدعم لبابيوف - المكونة من الحرفيين، والرحالة، والعاطلين عن العمل في المناطق الحضرية - أساسا محتملا لنظام اجتماعي جديد يقوم على إنتاج الآلة الحديثة في تلك الفترة.
ألهم المفكر الفرنسي إتيان كابيت الخيال برواية عن مجتمع طوباوي يستند إلى الإنتاج الجامعي بواسطة الآلات، الرحلة إلى إيكاري (1839). وقد حاجج الثوري لوي أوغست بلانكي لصالح نخبة تنظم الأغلبية الساحقة من السكان ضد «الأغنياء»، والاستيلاء على الحكومة في انقلاب، وإقامة نظام اقتصادي جديد قائم على المساواة.
نظمت مجموعة من الألمان في باريس، برئاسة كارل شابر، أنفسهم في شكل جمعية سرية تعرف باسم عصبة العادلين وشاركت في تمرد مايو 1839 في باريس في محاولة لإنشاء «جمهورية اشتراكية.» وبعد فشلها، نقلت المنظمة مركزها إلى لندن، مع الحفاظ أيضا على المنظمات المحلية في زيورخ وباريس.
كانت هنالك أجواء ثورية في العديد من الممالك الأوروبية.

### إنشاء العصبة الشيوعية
في عام 1846، أقام كارل ماركس وصديقه المقرب وشريكه الفكري فريدريك إنجلز في بروكسل، وقد أنشأوا دائرة سياسية صغيرة من المهاجرين الألمان الراديكاليين تسمى لجنة المراسلات الشيوعية، وكتبوا للصحيفة باللغة الألمانية «دويتشه بروسيلر تسايتونج» (صحيفة بروكسل الألمانية). كان من الأشخاص المهمين أيضا في هذه الدائرة فيلهلم وولف، وهو كاتب موهوب وراديكالي ينحدر من فلاحين السيليزيين أجبرعلى الهجرة بسبب تحريضه ضد الاستبداد البروسي.
كانت للجنة المراسلات الشيوعية في بروكسل في نفس الوقت مقابلات صغيرة في لندن وباريس، تتألف من حفنة من المغتربين الألمان الراديكاليين المقيمين هناك. لم تكن العلاقات بين هذه المجموعات الصغيرة قريبة، بسبب الغيرة والخلافات الأيديولوجية التي تمنع المشاركين من العمل كوحدة سياسية فعالة.
على أي حال، في الجزء الأخير من يناير 1847 بدأت أجزاء متباينة من الحركة الشيوعية الألمانية الناهضة بالاندماج في كيان تنظيمي واحد عندما طرح فرع لندن لعصبة العادلين فكرة إقامة وحدة تنظيمية مع لجنة المراسلات الشيوعية. في رسالة مؤرخة  20 يناير 1847 طلب شابر من ماركس الانضمام إلى العصبة استعدادا لمؤتمر لندن الذي سيتم فيه اعتماد مجموعة جديدة من المبادئ على أساس الأفكار التي أعرب عنها ماركس وإنجلز في الماضي. وقد اقتنع كل من ماركس وإنجلز بالنداء وانضما إلى عصبة العادلين بعد ذلك بوقت قصير، وتلاهم أعضاء آخرون في لجنة المراسلات الشيوعية.
في يونيو 1847 عقد مؤتمر لندن واعتمدت جامعة العصبة ميثاقا جديدا يغير اسم المجموعة رسميا إلى العصبة الشيوعية. وقد بنيت العصبة الشيوعية من وحدات الحزب الأولية المعروفة باسم «الكوميونات»، التي تتكون من 3  إلى 10 أعضاء. وقد تم دمجها بدورها في وحدات أكبر تعرف باسم «الدوائر» و «الدوائر الرائدة»، وتحكمها سلطة مركزية يتم اختيارها في المؤتمرات العادية. ودعا برنامج العصبة إلى الإطاحة بالبرجوازية وإرساء حكم البروليتاريا وبناء مجتمع جديد خال من الملكية الخاصة والطبقات الاجتماعية.
حضر إنجلز المؤتمر الأول، وأقنع العصبة بتغيير شعارها إلى عبارة كارل ماركس، يا عمال العالم اتحدوا!. وفي المؤتمر نفسه، أعيدت تسمية المنظمة إلى العصبة الشيوعية وأعيد تنظيمها بشكل كبير.
على وجه الخصوص، تخلص ماركس من كل «الاستبدادية الخرافية»، وهو المصطلح الذي استخدمه لوصف الطقوس المتعلقة الجمعيات السرية.[بحاجة لمصدر] وقد اعتبر المؤتمر نفسه أول مؤتمر للعصبة الجديدة.
وكان للعصبة الشيوعية مؤتمر ثان، في لندن أيضا، في نوفمبر وديسمبر 1847. حضره كل من ماركس وإنجلز، وكلفا فيه بمهمة تأليف بيان للمنظمة. كان ذلك بيان الحزب الشيوعي.
لم تتمكن العصبة من العمل بفعالية خلال ثورات 1848، على الرغم من التخلي عن طبيعتها السرية مؤقتا. تأسست أخوية العمال في ألمانيا من قبل أعضاء العصبة، وأصبحت المنظمة الثورية الأكثر أهمية هناك. خلال الثورة، قام ماركس بتحرير المجلة الراديكالية «الجريدة الرينانية الجديدة». قاتل إنجلز في حملة بادن ضد بروسيا (يونيو ويوليو 1849) كياور لأوغست ويليخ.
أعيد انعقاد العصبة الشيوعية في أواخر عام 1849، وبحلول عام 1850 كانت تنشر مجلة نيو راينيش تسايتونج ريفو، ولكن بنهاية العام، توقف النشر في خضم النزاعات بين مديري المجموعة.
في عام 1850، اقتحم الجاسوس الألماني ويلهلم شتايبر منزل ماركس وسرق سجل أعضاء العصبة، وأرسله إلى فرنسا والعديد من الولايات الألمانية مما أدى ذلك إلى سجن عدة أعضاء.
في عام 1852، بعد محاكمة كولونيا الشيوعية، انتهت المنظمة رسميا.

## راجع أيضا
- ملكية يوليو

## الحواشي
1. ↑  David Fernbach, "Introduction" to Karl Marx, The Revolutions of 1848.
2. ↑  Fernbach, "Introduction" to The Revolutions of 1848, pg. 24.
3. ↑  Bernard Moss, "Marx and the Permanent Revolution in France: Background to the Communist Manifesto," in Leo Panitch and Colin Leys (eds. نسخة محفوظة 24 يناير 2018 على موقع واي باك مشين.
4. ↑  Franz Mehring, Karl Marx: The Story of His Life. نسخة محفوظة 29 يوليو 2019 على موقع واي باك مشين.
5. ↑  هال درابر, The Marx-Engels Chronicle: A Day-by-Day Chronology of Marx and Engels' Life and Activity: Volume 1 of the Marx-Engels Cyclopedia.
6. ↑  Franz Mehring, Karl Marx, pg. 135.
7. ↑  Mehring, Karl Marx, pp. 138-139.
8. ↑  Mehring, Karl Marx, pg. 139.